# Харитонова, Любовь Васильевна
Любо́вь Васи́льевна Харито́нова (2 июня 1937, Одесса, УССР — 20 марта 2013, Северск, Томская область, Россия) — советская и российская артистка.

## Биография
Л. В. Харитонова родилась в Одессе 2 июня 1937 года. Увлекалась спортом: была чемпионкой Украины по метанию копья.

Актёрское образование получила в Харьковском театральном училище. Начинала работу в Одесском драматическом театре. В этом театре были сыграны первые роли, а однажды она выступала в дуэте с таким известным актёром, как Михаил Водяной.

У неё было интересное окружение: популярные в то время актёры кино: Луков, Крючков, Алейников, Андреев, Кулаков, Мартинсон, который, по признанию актрисы, был в неё немного влюблен.

Некоторое время спустя, подала заявку в два театра, одни из которых был в Польше, а второй — в закрытом сибирском городе Северске. Ей пришло сразу два приглашения. Харитонова выбрала последний — Северский музыкально–драматический театр. С ней работал режиссёр из Москвы — Григорий Владимирович Спектор.
Сыграла множество ролей в театре, а также несколько в кино.
Скончалась 20 марта 2013 года после тяжёлой и продолжительной болезни.

### Семья
- Муж — Борис Киселёв — Народный артист РФ. (Свадьба была 31 декабря 1963 года).
- Дочь — Оксана — актриса, ученица бывшего главного режиссёра Северского театра — заслуженного деятеля искусств Украины Виктора Ивановича Гончаренко.

## Актёрская деятельность

### Роли в СМТ
- Оперетта Ф. Эрве «Мадмуазель Нитуш» (Карина) - первая роль;

- «Бабий бунт» (Семеновна);
- «Поцелуй Чаниты» (Анжела);
- «Невеста из Имеретин» (Элена);
- «Свадьба в Малиновке» (Гапуся);
- «Возраст женщины» (Стулова);
- «Сладкая ягода» (Анфиса);
- «Доктор Айболит» (Варвара);
- «Шехерезада» (мама);
- «Дачный роман» (Серафима Павловна);
- «Эсмеральда» (Гудулу);
- «Бахчисарайский фонтан» (старую жену)
- «Беда от нежного сердца»;
- «Век живи, век люби»;
- «Страсти Святого Микаэля»;
- «Дамы и гусары»;
- «Принцесса цирка»

и многие другие (всего их сто пятьдесят).

### Роли в кино
- 1948 — «Страницы жизни»
- 1958 — «Улица молодости»
- 1983 — «Зелёный фургон»